# Rugby a 7 ai Giochi della XXXI Olimpiade - Torneo maschile
Il torneo di rugby a 7 maschile della XXXI Olimpiade fu il 1º torneo olimpico di rugby a 7 maschile e si tenne dal 9 al 12 agosto 2016 allo stadio di Deodoro di Rio de Janeiro tra 12 squadre nazionali maggiori.
Il Brasile, come squadra del comitato organizzatore, era qualificato di diritto, mentre le altre 11 squadre provenivano dalle varie qualificazioni continentali (due dalle Americhe, una ciascuna da Europa, Africa, Asia e Oceania), dalle World Series 2018-19 (4 squadre) e dai ripescaggi (una squadra).
Per il rugby maschile si trattò del ritorno sotto i cinque cerchi dopo un'assenza di 92 anni: l'ultima volta della palla ovale olimpica fu nel 1924, ma all'epoca si trattava del rugby a 15, il cui più recente olimpionico era la squadra degli Stati Uniti.
Federazione di riferimento per il torneo era World Rugby, organismo di governo mondiale di rugby a 7 e rugby a 15, che sovrintese alle fasi di qualificazione alla competizione.
Nel torneo di qualificazione fu l'Inghilterra a concorrere in nome della Gran Bretagna, la quale non ha una federazione propria nel rugby.
British Olympic Association, infatti, aveva l'obbligo di designare prima del 30 giugno 2014 quale delle tre federazioni della Gran Bretagna (Galles, Inghilterra e Scozia) avrebbe concorso in rappresentanza di tutto il Paese; le qualificazioni si tennero quindi sotto le regole di rappresentatività internazionale di World Rugby mentre gli atleti dovettero sottostare alle regole CIO valide per qualsiasi disciplina, ovvero essere cittadini del Paese rappresentato.
L'oro fu vinto dal Seven di Figi, alla sua prima medaglia olimpica assoluta in 17 partecipazioni ai Giochi estivi; argento fu la Gran Bretagna, già in passato medagliata nel XV, e bronzo il Sudafrica, alla sua prima medaglia rugbistica a cinque cerchi.

## Squadre qualificate
| Fase                   | Africa  | Americhe                        | Asia       | Europa    | Oceania     | World Series                                       | Ripescaggi |
| ---------------------- | ------- | ------------------------------- | ---------- | --------- | ----------- | -------------------------------------------------- | ---------- |
| Ammissioni automatiche |         | - Brasile (Paese organizzatore) |            |           |             |                                                    |            |
| Qualificazioni         | - Kenya | - Argentina - Stati Uniti       | - Giappone | - Francia | - Australia | - Gran Bretagna - Figi - Nuova Zelanda - Sudafrica | - Spagna   |

## Formula
Le 12 squadre furono ripartite in 3 gironi da 4 squadre, denominati da A a C, composti in base alle fasce di merito stilate da World Rugby in base ai ranking delle singole nazionali; la Gran Bretagna ereditò il ranking dell'Inghilterra.
In ciascuno dei tre raggruppamenti ogni squadra incontrò le altre tre con la formula del girone all'italiana e la classifica fu stilata secondo il seguente criterio: 3 punti alla squadra vincitrice, 2 ciascuno alle squadre che pareggiassero, 1 punto in caso di sconfitta e zero punti in caso di forfeit o abbandono della partita.
Al secondo turno a eliminazione diretta passavano le prime due squadre di ogni girone e le due migliori terze per un totale di otto; ai fini della discriminante per squadre arrivate a pari punti, quella con il miglior risultato nell'incontro diretto tra le due aveva la precedenza; quanto invece alla migliore terza, la discriminante era il punteggio in classifica e, a seguire, la differenza punti fatti/subiti, la differenza mete fatte/subite, il numero di punti e il numero di mete.
Le due migliori terze, in ordine di seeding, presero la posizione 7 e 8; a quella non qualificata ai quarti fu assegnata la posizione 9.
Nella fase a eliminazione diretta, le ultime quattro (la peggiore terza e le quarte classificate di ogni girone, con seeding da 10 a 12 secondo i criteri summenzionati) si incontrarono per il torneo di assegnazione dei posti dal nono al dodicesimo: la squadra con il seeding 9 fu accoppiata a quella con seeding 12, quella con il seeding 10 a quella con il seeding 11; le vincitrici si affrontarono per il nono posto, le perdenti per l'undicesimo.
Nei quarti di finale, invece, gli accoppiamenti furono i seguenti, nell'ordine:
1. prima classificata del girone A – terza classificata con seeding 8
2. seconda classificata del girone C – seconda classificata del girone B
3. prima classificata del girone C – seconda classificata del girone A
4. prima classificata del girone B – terza classificata con seeding 7[6].

In ordine di incontro, le squadre sconfitte disputarono i play-off per i posti dal quinto all'ottavo, mentre le vincitrici per quelli della zona medaglie.
Per l'assegnazione della medaglia di bronzo fu prevista la finale per il terzo posto tra le due squadre sconfitte nelle semifinali per il titolo.

## Gironi
| Girone A                                   | Girone B                                   | Girone C                                           |
| ------------------------------------------ | ------------------------------------------ | -------------------------------------------------- |
| - Argentina - Brasile - Figi - Stati Uniti | - Australia - Francia - Spagna - Sudafrica | - Giappone - Gran Bretagna - Kenya - Nuova Zelanda |

## Fase a gironi

### Girone A
| Data           | Incontro                | Risultato | Sede           |
| -------------- | ----------------------- | --------- | -------------- |
| 9 agosto 2016  | Stati Uniti ‒ Argentina | 14-17     | Rio de Janeiro |
| 9 agosto 2016  | Figi ‒ Brasile          | 40-12     | Rio de Janeiro |
| 9 agosto 2016  | Stati Uniti ‒ Brasile   | 26-0      | Rio de Janeiro |
| 9 agosto 2016  | Figi ‒ Argentina        | 21-14     | Rio de Janeiro |
| 10 agosto 2016 | Argentina ‒ Brasile     | 31-0      | Rio de Janeiro |
| 10 agosto 2016 | Figi ‒ Stati Uniti      | 24-19     | Rio de Janeiro |

#### Classifica
|    | Squadra     | G | V | N | P | P+ | P- | P±  | PT |
| -- | ----------- | - | - | - | - | -- | -- | --- | -- |
| A1 | Figi        | 3 | 3 | 0 | 0 | 85 | 45 | +40 | 9  |
| A2 | Argentina   | 3 | 2 | 0 | 1 | 62 | 35 | +27 | 7  |
|    | Stati Uniti | 3 | 1 | 0 | 2 | 59 | 41 | +18 | 5  |
|    | Brasile     | 3 | 0 | 0 | 3 | 12 | 97 | -85 | 3  |

### Girone B
| Data           | Incontro              | Risultato | Sede           |
| -------------- | --------------------- | --------- | -------------- |
| 9 agosto 2016  | Australia ‒ Francia   | 14-31     | Rio de Janeiro |
| 9 agosto 2016  | Sudafrica ‒ Spagna    | 24-0      | Rio de Janeiro |
| 9 agosto 2016  | Australia ‒ Spagna    | 26-12     | Rio de Janeiro |
| 9 agosto 2016  | Sudafrica ‒ Francia   | 26-0      | Rio de Janeiro |
| 10 agosto 2016 | Francia ‒ Spagna      | 26-5      | Rio de Janeiro |
| 10 agosto 2016 | Sudafrica ‒ Australia | 5-12      | Rio de Janeiro |

#### Classifica
|    | Squadra   | G | V | N | P | P+ | P- | P±  | PT |
| -- | --------- | - | - | - | - | -- | -- | --- | -- |
| B1 | Sudafrica | 3 | 2 | 0 | 1 | 55 | 12 | +43 | 7  |
| B2 | Francia   | 3 | 2 | 0 | 1 | 57 | 45 | +12 | 7  |
| B3 | Australia | 3 | 2 | 0 | 1 | 52 | 48 | +4  | 7  |
|    | Spagna    | 3 | 0 | 0 | 3 | 17 | 76 | -59 | 3  |

### Girone C
| Data           | Incontro                      | Risultato | Sede           |
| -------------- | ----------------------------- | --------- | -------------- |
| 9 agosto 2016  | Gran Bretagna ‒ Kenya         | 31-7      | Rio de Janeiro |
| 9 agosto 2016  | Nuova Zelanda ‒ Giappone      | 12-14     | Rio de Janeiro |
| 9 agosto 2016  | Gran Bretagna ‒ Giappone      | 21-19     | Rio de Janeiro |
| 9 agosto 2016  | Nuova Zelanda ‒ Kenya         | 28-5      | Rio de Janeiro |
| 10 agosto 2016 | Kenya ‒ Giappone              | 7-31      | Rio de Janeiro |
| 10 agosto 2016 | Nuova Zelanda ‒ Gran Bretagna | 19-21     | Rio de Janeiro |

#### Classifica
|    | Squadra       | G | V | N | P | P+ | P- | P±  | PT |
| -- | ------------- | - | - | - | - | -- | -- | --- | -- |
| C1 | Gran Bretagna | 3 | 3 | 0 | 0 | 73 | 45 | +28 | 9  |
| C2 | Giappone      | 3 | 2 | 0 | 1 | 64 | 40 | +24 | 7  |
| C3 | Nuova Zelanda | 3 | 1 | 0 | 2 | 59 | 40 | +19 | 5  |
|    | Kenya         | 3 | 0 | 0 | 3 | 19 | 90 | -71 | 3  |

## Fase aplay-off

### Play-offper il 9º posto
|  | Semifinali  | Semifinali  | Semifinali |        |             | Finale 9º posto  | Finale 9º posto  | Finale 9º posto  |  |
|  |             |             |            |        |             |                  |                  |                  |  |
|  | Stati Uniti | Stati Uniti | 24         |        |             |                  |                  |                  |  |
|  | Stati Uniti | Stati Uniti | 24         |        |             |                  |                  |                  |  |
|  | Brasile     | Brasile     | 12         |        |             |                  |                  |                  |  |
|  | Brasile     | Brasile     | 12         |        | Stati Uniti | Stati Uniti      | 24               |                  |  |
|  |             |             |            |        | Stati Uniti | Stati Uniti      | 24               |                  |  |
|  |             |             | Spagna     | Spagna | 12          |                  |                  |                  |  |
|  | Spagna      | Spagna      | Spagna     | Spagna | 12          | 14               |                  |                  |  |
|  | Spagna      | Spagna      |            |        |             | 14               |                  |                  |  |
|  | Kenya       | Kenya       | 12         |        |             | Finale 11º posto | Finale 11º posto | Finale 11º posto |  |
|  | Kenya       | Kenya       | 12         |        |             |                  |                  |                  |  |
|  |             |             |            |        |             |                  |                  |                  |  |
|  |             |             |            |        |             | Brasile          | Brasile          | 0                |  |
|  |             |             |            |        |             | Brasile          | Brasile          | 0                |  |
|  |             |             |            |        |             | Kenya            | Kenya            | 24               |  |

#### Semifinali
| Arbitro: | Ben Crouse |

|                              |    |                                 |
| Isles 4’, 7’, 10’ Barrett 6’ | mt | 3’ D. Sancery 11’ Bourda-Couhet |
| Hughes 6’, 10’               | tr | 3’ Duque                        |

| Arbitro: | Taku Otsuki |

|                  |    |                        |
| Poggi 7’, 8’     | mt | 4’ Amonde 12’ Odihambo |
| Hernández 7’, 8’ | tr | 12’ Oliech             |

#### Finale per l'11º posto
| Arbitro: | Alexandre Ruiz |

|  |    |                                |
|  | mt | 1’, 6’, 10’ Odhiambo 8’ Ambaka |
|  | tr | 6’ Oliech 10’ Adema            |

#### Finale per il 9º posto
| Arbitro: | Rasta Rasivhenge |

|                                       |    |                     |
| D. Barrett 4’ Isles 7’, 14’ Unufe 12’ | mt | 2’ Fontes 10’ López |
| Hughes 4’ Wyles 12’                   | tr | 10’ Hernández       |

### Play-offmedaglie
|  | Quarti di finale | Quarti di finale | Quarti di finale |  |  | Semifinali    | Semifinali | Semifinali |  |  | Finale    | Finale          | Finale          |                 |  |
|  |                  |                  |                  |  |  |               |            |            |  |  |           |                 |                 |                 |  |
|  |                  |                  |                  |  |  |               |            |            |  |  |           |                 |                 |                 |  |
|  | A1               | Figi             | 12               |  |  |               |            |            |  |  |           |                 |                 |                 |  |
|  | C3               | Nuova Zelanda    | 7                |  |  |               |            |            |  |  |           |                 |                 |                 |  |
|  |                  |                  |                  |  |  | Figi          | 20         |            |  |  |           |                 |                 |                 |  |
|  |                  |                  |                  |  |  |               | Giappone   | 5          |  |  |           |                 |                 |                 |  |
|  | C2               | Giappone         | 12               |  |  |               |            |            |  |  |           |                 |                 |                 |  |
|  | B2               | Francia          | 7                |  |  |               |            |            |  |  |           |                 |                 |                 |  |
|  |                  |                  |                  |  |  |               |            |            |  |  |           | Figi            | 43              |                 |  |
|  |                  |                  |                  |  |  |               |            |            |  |  |           | Gran Bretagna   | 7               |                 |  |
|  | C1               | Gran Bretagna    | 5                |  |  |               |            |            |  |  |           |                 |                 |                 |  |
|  | A2               | Argentina        | 0                |  |  |               |            |            |  |  |           | Finale 3º posto | Finale 3º posto | Finale 3º posto |  |
|  |                  |                  |                  |  |  | Gran Bretagna | 7          |            |  |  |           |                 |                 |                 |  |
|  |                  |                  |                  |  |  |               | Sudafrica  | 5          |  |  |           | Giappone        | 14              |                 |  |
|  | B1               | Sudafrica        | 22               |  |  |               |            |            |  |  | Sudafrica | 54              |                 |                 |  |
|  | B3               | Australia        | 5                |  |  |               |            |            |  |  |           |                 |                 |                 |  |

#### Quarti di finale
| Arbitro: | Rasta Rasivhenge |

|                       |    |         |
| Kolinisau 2’ Tuwai 8’ | mt | 6’ Kaka |
| Ravouvou 8’           | tr | 6’ Pulu |

| Arbitro: | Richard Kelly |

|                   |    |              |
| Goto 7’ Tuqiri 8’ | mt | 4’ Cler      |
| Sakai 8’          | tr | 4’ Bouhraoua |

| Arbitro: | Alexandre Ruiz |

|           |    |  |
| Bibby 18’ | mt |  |

| Arbitro: | Mike Adamson |

|                                       |    |          |
| Speckman 3’ Senatla 5’, 12’ Brown 10’ | mt | 7’ Cusak |
| Afrika 10’                            | tr | 7’ Clark |

#### Play-offper il 5º posto
|  | Semifinali    | Semifinali    | Semifinali |           |               | Finale          | Finale          | Finale          |  |
|  |               |               |            |           |               |                 |                 |                 |  |
|  | Nuova Zelanda | Nuova Zelanda | 24         |           |               |                 |                 |                 |  |
|  | Nuova Zelanda | Nuova Zelanda | 24         |           |               |                 |                 |                 |  |
|  | Francia       | Francia       | 19         |           |               |                 |                 |                 |  |
|  | Francia       | Francia       | 19         |           | Nuova Zelanda | Nuova Zelanda   | 17              |                 |  |
|  |               |               |            |           | Nuova Zelanda | Nuova Zelanda   | 17              |                 |  |
|  |               |               | Argentina  | Argentina | 14            |                 |                 |                 |  |
|  | Argentina     | Argentina     | Argentina  | Argentina | 14            | 26              |                 |                 |  |
|  | Argentina     | Argentina     |            |           |               | 26              |                 |                 |  |
|  | Australia     | Australia     | 21         |           |               | Finale 3º posto | Finale 3º posto | Finale 3º posto |  |
|  | Australia     | Australia     | 21         |           |               |                 |                 |                 |  |
|  |               |               |            |           |               |                 |                 |                 |  |
|  |               |               |            |           |               | Francia         | Francia         | 12              |  |
|  |               |               |            |           |               | Francia         | Francia         | 12              |  |
|  |               |               |            |           |               | Australia       | Australia       | 10              |  |

##### Semifinali
| Arbitro: | Federico Anselmi |

|                                       |    |                          |
| Ware 2’, 12’ A. Ioane 8’ R. Ioane 10’ | mt | 4’, 7’ Parez 14’ Valleau |
| Kaka 10’, 12’                         | tr | 4’, 14’ Bouhraoua        |

| Arbitro: | Marius van der Westhuizen |

|                               |    |                           |
| Revol 7’, 10’ Moroni 11’, 14’ | mt | 1’, 2’ Cusack 6’ C. Foley |
| Revol 10’, 11’, 14’           | tr | 1’, 2’, 6’ Stannard       |

##### Finale per il 7º posto
| Arbitro: | Nick Briant |

|                          |    |                          |
| Bouhraoua 6’ Candelon 8’ | mt | 1’ Hutchison 13’ Jenkins |
| Bouhraoua 8’             | tr |                          |

##### Finale per il 5º posto
| Arbitro: | Craig Joubert |

|                                       |    |                       |
| A. Ioane 5’ Mikkelson 9’ R. Ioane 11’ | mt | 13’ Imhoff 14’ Moroni |
| Kaka 11’                              | tr | 13’, 14’ Revol        |

#### Play-offper il titolo

##### Semifinali
| Arbitro: | Mike Adamson |

|                                              |    |         |
| Ravouvou 1’ Tuisova 6’ Kunatani 9’ Tuwai 10’ | mt | 4’ Goto |

| Arbitro: | Richard Kelly |

|             |    |             |
| Norton 8’   | mt | 2’ K. Brown |
| Mitchell 8’ | tr |             |

##### Finale per il 3º posto
| Arbitro: | Alexandre Ruiz |

|                      |    |                                                                        |
| Kuwazuru 8’ Goya 11’ | mt | 1’ de Jongh 3’, 10’, 19’ Speckman 12’, 15’ Afrika 17’ Geduld 20’ Kolbe |
| Goya 8’, 11’         | tr | 1’, 3’, 10’, 12’, 15’ 19’, 20’ Geduld                                  |

##### Finale
| Arbitro: | Rasta Rasivhenge |

| |              |                                                                                            |
| Kolinisau 1’ Tuwai 4’ Veremalua 7’ Nakarawa 7+1’ Ravouvou 7+3’ Tuisova 11’ Mata 14+3’              | mt           | 13’ Norton                                                                                 |
| Ravouvou 4’ Kolinisau 7+3’, 11’ Taliga 14+3’                                                       | tr           | 13’ M. Watson                                                                              |
| · 13’ Veremalua · 13’ Kunatani · 9’ Nakarawa · 13’ Kolinisau (c) · Tuwai · 10’ Viriviri · Ravouvou | Formazioni   | · Burgess · Norton · Rodwell 8’ · Mitchell (c) 8’ · Bibby 13’ · J. Davies 10’ · Bennett 8’ |
| · 13’ Domolailai · 9’ Mata · 13’ Taliga · 10’ Tuisova · 13’ Dakuwaqa                               | Sostituzioni | · Lindsay-Hague 8’ · Robertson 8’ · M. Watson 8’ · Cross 10’ · McConnochie 13’             |
| Ben Ryan                                                                                           | Allenatori   | Simon Amor                                                                                 |

## Classifica finale
| Pos. | Nazione       |
| ---- | ------------- |
|      | Figi          |
|      | Gran Bretagna |
|      | Sudafrica     |
| 4    | Giappone      |
| 5    | Nuova Zelanda |
| 6    | Argentina     |
| 7    | Francia       |
| 8    | Australia     |
| 9    | Stati Uniti   |
| 10   | Spagna        |
| 11   | Kenya         |
| 12   | Brasile       |